# Bitka kod Bileće
Bitka kod Bileće je bitka zametnuta 27. kolovoza 1388. godine nedaleko od istoimenog grada, između osmanlijskih pljačkaških odreda predvođenih Lala Šahin pašom (koji je ranije predvodio Osmanlije u pobjedi Turaka u bitki na Marici 1371.) i odredâ Kraljevine Bosne koje su predvodili Vlatko Vuković i Radič Sanković. 
Bitka je okončana potpunim porazom Osmanlija, pri čemu se i sam Lala Šahin jedva spasio bijegom, dok su gubitci u pobjedničkim redovima bili neznatni. Nakon ove bitke, otomanski upadi u Bosnu su prestali na neko vrijeme.
Nepunih godinu dana kasnije, velika otomanska vojska se sukobila u Kosovskom boju s kombiniranom srpskom vojskom, čije lijevo krilo su činili odredi kralja Bosne Tvrtka I. predvođeni Vlatkom Vukovićem.

## Poveznice
- Kosovska bitka (1389.)